# 拉布 (奥地利)
拉布（德語：Raab）是奥地利上奥地利州谢尔丁县的一个市镇。总面积22.46平方公里，总人口2270人，人口密度101.1人/平方公里（2005年）。